# Ролі Паніагуа
Ролі Паніагуа (ісп. Roly Paniagua, нар. 14 листопада 1966, Санта-Крус-де-ла-Сьєрра) — болівійський футболіст, що грав на позиції нападника, зокрема за «Блумінг» та національну збірну Болівії.

## Клубна кар'єра
Народився 14 листопада 1966 року в місті Санта-Крус-де-ла-Сьєрра. Вихованець футбольної школи «Академія Тауїчі».
У дорослому футболі дебютував 1983 року виступами за команду «Блумінг», в якій провів шість сезонів, взявши участь у 185 матчах чемпіонату.  Більшість часу, проведеного у складі «Блумінга», був основним гравцем атакувальної ланки команди. 1984 року виборов свій перший титул чемпіона Болівії.
Протягом 1990-х встиг пограти за низку болівійських клубних команд і ще двічі ставав чемпіоном країни — 1995 року у складі «Депортіво Сан-Хосе» та 1998 року знову у складі «Блумінга». Завершив ігрову кар'єру на початку 2000-х.

## Виступи за збірні
Протягом 1982–1985 років залучався до складу молодіжної збірної Болівії.
1985 року дебютував в офіційних матчах у складі національної збірної Болівії.
У складі збірної був учасником розіграшу Кубка Америки 1987 року в Аргентині та розіграшу Кубка Америки 1989 року у Бразилії.
Загалом протягом кар'єри в національній команді, яка тривала 12 років, провів у її формі 26 матчів, забивши 4 голи.

## Титули і досягнення
- Чемпіон Болівії (1):

«Блумінг»: 1984, 1998
«Депортіво Сан-Хосе»: 1995